# Puchaczów
Puchaczów is een dorp in het Poolse woiwodschap Lublin, in het district Łęczyński. De plaats maakt deel uit van de gemeente Puchaczów.